# Quinto Servílio Prisco Fidenato
Quinto Servílio Prisco Fidenato (em latim: Quintus Servilius Priscus Fidenas) foi um político da gente Júlia nos primeiros anos da República Romana eleito ditador por duas vezes, em 435 a.C. e 418 a.C. Era filho de Públio Servílio Prisco, cônsul em 463 a.C., e pai de Quinto Servílio Fidenato, tribuno consular por seis vezes entre 402 e 386 a.C., e, possivelmente, de Caio Servílio Áxila (vide).

## Primeira ditadura (435 a.C.)
Em 435 a.C., época dos cônsules Caio Júlio Julo e Lúcio Vergínio Tricosto, Quinto Servílio foi nomeado ditador para enfrentar a ameça de veios e fidenos, que avançaram pelo território romano e estavam à frente da Porta Colina. Ele nomeou Póstumo Ebúcio Helva Cornicino como seu mestre da cavalaria (em latim: magister equitum), Quinto Servílio tirou seu exército da cidade e enfrentou os inimigos numa batalha campal, derrotando-os e iniciando uma perseguição dos derrotados em direção a Fidenas, onde eles confiavam que poderiam aguentar o cerco romano graças à grande quantidade de cereais estocada justamente para esta função.
O ditador, temendo um cerco de longa duração, enquanto continuava realizando ações diversivas contra os inimigos cercados, mandou construir galerias subterrâneas na fortaleza de Fidenas, conseguindo assim pegar de surpresa os inimigos e conquistar a cidade. Esta vitória lhe valeu o epíteto "Fidenato" (em latim: Fidenas), que passou a ser utilizado pelos membros de sua família.

## Segunda ditadura (418 a.C.)
Em 418 a.C., quando eram tribunos consulares Lúcio Sérgio Fidenato, Caio Servílio Áxila e Marco Papírio Mugilano, Quinto Servílio foi nomeado ditador novamente pelo Senado Romano, com a missão de conduzir a campanha militar contra Labico, depois do fracasso da condução por Lúcio Sérgio e Marco Papírio.
| “ | Mas o que, mais do que qualquer coisa, foi capaz de instigar coragem nas tropas foi a nomeação, como ditador, por de creto do Senado, de Quinto Servílio Prisco, um homem que todos já tinham podido apreciar a sabedoria em muitas outras circunstâncias antes, inclusive na guerra, pois apenas ele havia previsto antes os maus resultados que surgiriam por causa da rivalidade entre os tribunos. | ” |
|   | — Lívio, "Ab Urbe Condita libri" IV, 4, 46. |   |

Quinto nomeou seu filho, Caio Servílio Áxila, mestre da cavalaria, organizou os reforços juntando soldados dos acampamentos dos dois tribunos consulares perto do Monte Algido. Os romanos, reencorajados pela liderança do ditador, primeiro derrotaram os équos e labicanos, tomaram seu acampamento e depois tomaram Labico de assalto, saqueando e incendiando a cidade.
| “ | No dia seguinte, o exército invadiu Labico; a cidade, cercada, foi tomada com escadas e saqueada. O ditador voltou para Roma um conquistador e renunciou ao cargo oito dias depois de ser eleito. | ” |
|   | — Lívio, "Ab Urbe Condita libri" IV, 4, 47. |   |